# Sălăgeni (okręg Suczawa)
Sălăgeni – wieś w Rumunii, w okręgu Suczawa, w gminie Dumbrăveni. W 2011 roku liczyła 478 mieszkańców.